# 星のカービィ ウキウキ大冒険
『星のカービィ ウキウキ大冒険』（ほしのカービィ ウキウキアドベンチャー）は、タイジャンホクトによる日本のギャグ漫画作品。星のカービィシリーズを題材としている。

## 概要
エニックス（現：スクウェア・エニックス）発行の『月刊少年ギャグ王』にて、1997年1月号から1999年1月号まで連載されたギャグ4コマ漫画。
基本的には『星のカービィ 夢の泉の物語』と『星のカービィ2』『星のカービィ スーパーデラックス』『星のカービィ3』の世界観を使ったストーリーとなっており、2話から13話（1話は1話完結）まではカービィがプププランドの食べ物を奪ったデデデ大王のいるデデデ城に向かう話で、14話から26話（27話・28話は後日談）まではスターロッドを取り返すために旅をする話となっているが、単行本には最終話まで掲載されずにいる（後者のストーリーはナイトメアと決着をつけている）。

## あらすじ
第1部
『星のカービィ スーパーデラックス』の「はるかぜとともに」がモチーフ。
呆れ返るほど平和な国「プププランド」から、デデデ大王により食べ物が盗まれてしまった。それを聞いたカービィはとりあえず旅に出ることとなり、旅の道中で様々なヘルパーやリック、クー、カインなどを仲間に加え、デデデのいるデデデ城へと目指す。
第2部
『星のカービィ 夢の泉の物語』がモチーフ。
デデデ大王から食べ物を取り返してから束の間の平和が訪れ、カービィは夢の中でノディと出会う。するとデデデ大王が夢の泉からスターロッドを盗み出し、その拍子に封印されていたナイトメアが現れた。カービィはノディと共に、道中で盗人のタックやデデデの部下から逃げてきたチュチュを仲間に加えながらスターロッドを取り戻し、ナイトメアを倒すために再び旅に出る。

## 登場キャラクター

### メインキャラクター
カービィ
本作の主人公。食いしん坊で特技はコピー技。気まぐれかつドライな性格をしており、旅に出る理由も正義の為ではなく、食べ物の為やピクニックついでということが多く、厄介事にかかわることを極端に嫌う（仲間から助けを乞われても「ヤダ」と即答したり、「え～なんでぼくが…」と不満を溢して協力を断ろうとするほど。だがこの後叩きのめされて強制的に行動するということも多い）が、本質は正義感が強い。平気で見捨てようとしたり心無い言葉を言い放ったりと仲間に対しては薄情で容赦ない一面も多い（特に第1部が顕著）が、本人も仲間たちから散々な目に遭わされることが多い。またダジャレ好きでもあり、作中では度々オヤジギャグを飛ばすことも多い。
第1部ではデデデ大王に奪われた食べ物を取り返すため、仲間たちの力を借りながら彼のいるデデデ城へと向かう。12話でデデデ城に到着し、13話でデデデと対峙するがシミラに解毒剤に仕込まれていた笑い茸の影響でほとんど体力が残っていなかったこともあり、一度は倒されるが食糧樽に紛れていたマキシムトマトを食べて復活し、デデデ大王を倒し食べ物を取り返すことに成功した（その代わり、笑い過ぎで顔面筋肉痛になり食事にありつけなくなるという憂き目にあった）。
第2部では夢の泉から復活したナイトメアを倒すため、ノディと共にナイトメアを倒すカギであるスターロッド集めの旅に（半ば強引に）出かけることとなり、旅の道中でタックやチュチュを仲間に加える。25話で全てのスターロッドを（途中でメタナイトに6本に加えノディを強奪されるという事態があったものの）取り戻し、26話で夢の泉にてナイトメアと対峙し、一度はナイトメアに操られたデデデの猛攻や悪夢に劣勢を強いられるが、最後はスターロッドの力を借りナイトメアを打ち滅ぼした。28話ではデデデによって捕らえられた住人を助けるためにデデデ城へ向かうが、逆に捕らえられてしまうが駆けつけたノディたちに助けられ、彼らと共にデデデを懲らしめた。
リック
「キッ」や「キーッ」程度しか話さない（タイジャンが以前手がけた4コマ時代と設定が変わっていない）。
6話でデデデ大王の部下に捕まっていたが、プリンマウンテンの登山に失敗したカービィによって助けられる。7話ではスカフィンクスの最後の課題（「リックのみでのしりとり」〈カービィ曰く「ヒキョーな課題」〉）を巧みに答え、カービィたちを入城に漕ぎ着けた。8話では襲ってきたクラッコに人質にされるが、最後はクラッコがカービィに倒された後そのまま落下した。
クー
語尾に「です」をつけた紳士口調で喋る。
洞窟の中でクラッコに襲われたカービィたちと出会い、クラッコに人質として連れ去られたリックを救うためカービィとともに立ち向かう（最初はカービィと共にリックを見捨てようとした）。最初はクラッコのビームに苦戦を強いられるが、カービィの提案を受け、自身が囮となってクラッコを倒した後、そのまま落下した。
カイン
魚だが生まれつき金づちで、それが高じて雨や水たまりに触れても拒絶反応を起こすほどの水恐怖症になってしまい、丸いものを口に咥えないと泳ぐことができない上、外した瞬間気絶してしまう。一方で、鰭でパンチしたり、地上ではゲームのようにはねて移動したりはせず滑るように移動するという特技を持つ。
11話ではポピーブロスSr.が放った爆弾28号が彼の口に入ったことでカービィに頼らずに泳げるようになった。その後、口に収まってもなおカービィを狙っている爆弾28号のことを考慮してカービィと別れた（しかし一方のカービィからすれば清々したようで別れる際「カインと別れてうれしい」とすら言っていた）。
ノディ
ゲームと違い、暴力で解決しようとする極めて粗暴かつ横柄な性格をしており、柄の悪い関西弁で喋る無頼漢（カービィ曰く「カワイイ顔して口と態度が最低」）。夢の妖精を自称しており、普段はプププランドの住人の夢の案内人として管理している。自身の性格から最近では出番がないことを嘆いているが、本人はそのことを自覚しておらず、そればかりか指摘されると逆切れする始末である。夢の中に生息する存在のためプププランドでは10分枚に1分間眠らないといけない体質となっており、寝ている最中に無理矢理起こそうとしたり攻撃すると倍にしてやり返してくる。また、くだらないギャグを聞くと蕁麻疹が出る。
カービィの夢の中に現れ（また、その際カービィにトマトと間違われて噛みつかれたため、夢の中だと説明した後報復していた）、スターロッドがデデデ大王によって奪われたことでナイトメアが復活したことを知り、スターロッドを取り戻すべく、カービィと行動を共にする。
23話ではナイトメアに洗脳されたMr.シャインの猛攻によりスターロッドと一緒に地上へと落とされてしまうが、24話で落下した森の中でケケに看病され、またカービィたちとも合流しスターロッドを全て取り戻した矢先、突如として現れたメタナイトに6本のスターロッドと共に捕らわれてしまうが、25話で無事カービィ達により救出される。そして26話でナイトメアを倒した後はカービィと別れ、夢の中へ帰るが、27話では何故かプププランドに戻ってきていた。
タック
盗賊集団「タックファミリー」の一員。語尾に「…でい」をつけて喋る。寒いところが苦手。
カービィたちからスターロッドの話を聞き、それを奪おうとするがカービィたちが持っていないことを知ると仲間とともにノディを攫うが、逆に彼に返り討ちにされる。その後は彼を親分と慕い、一人前の盗賊となるために集団を離脱し、カービィたちに着いていく（しかし、その後も自身に危機が迫るとカービィたちを裏切ろうとしたり、カービィたちからスターロッドを奪おうと企んだりしている）が、20話で寒がりだと公言したことでカービィたちに置いてけぼりにされた。その後、27話でカービィの家にノディとチュチュと共に上がり込んでいた。
チュチュ
デデデ大王の部下から逃げていたところをカービィたちと出会い、強引にカービィたちと冒険を共にする。やや勝気な性格。
デデデ大王
プププランドの自称大王。
「プププランドの征服者」を自称しており、第1部では食べ物を奪い、それを取り返しにくるカービィたちに対し部下を差し向けて妨害するが、ことごとく失敗に終わる。13話にてカービィと対峙するが、メタナイトを見限ろうと企んでいたため逆に彼の離反に遭いつつもカービィを一度は倒すが、マキシムトマトによって復活したカービィによって無人島まで吹き飛ばされ、食べ物を取り返される。
第2部では再びプププランドの征服者として君臨する野望とカービィに対する復讐心に目をつけたナイトメアが見せた悪夢による洗脳を受けたことで邪悪な欲望が目覚め、夢の泉からスターロッドを盗み、ナイトメアを復活させた。その後しばらくは登場しなかったものの、部下たちにスターロッドを渡しプププランドの住人に預けるよう命令するなどナイトメアの走狗として暗躍し（本人は利用されていることに気づいていない）、26話で夢の泉に向かうカービィ達の前に立ちはだかるが、激闘の末に敗北し正気に戻る。その後、28話にてプププランドに帰還したようで、13話でのカービィとの戦いで破壊されたデデデ城の修理を完了させたメタナイツと再会すると同時に、カービィへの復讐を目論み、新築パーティを装って招待された住人たちを幽閉した上で助けに来たカービィをも捕らえることに成功するが、最終的には脱出したカービィによって懲らしめられた。
本作ではゲーム作品におけるわがままだが根は優しい努力家といった設定はなく、部下でも気に入らなければ始末しようと目論むなど目的のためには手段を選ばない完全な悪人として描かれている。
メタナイツ
トライデントナイト・アックスナイト・メイスナイトの3人からなるデデデ大王の部下だが、3人揃ってどこか抜けており、失敗することが多い。ゲームと違い、同じメタナイツのメンバーであるジャベリンナイトは登場していない。
トライデントナイト
メタナイツのリーダー格でデデデ大王の側近も務めている。基本的に真面目な性格で、デデデ大王に対してツッコミや皮肉を言う場面が多いが、アックスナイトの「城の周りに墓地を作る」の提案を飲み墓を作る際「カービィに倒された部下を埋葬する」と提案を出したり、デデデの状態を確かめるために頭を突き刺すなど時折ブラックジョークを飛ばしたり酷な行動をとることもある。
3話ではカービィの旅を妨げる刺客も兼ねてプププランド中に手配書を張る作業を行い、カービィを倒そうと襲い掛かろうとするが、ヘルパーにしていたボンカースに倒され撤退する。
28話ではデデデ城の修復を完了させ、プププランドに帰還したデデデを出迎えるが、カービィへの復讐心を未だに燃やし続けるデデデに内心呆れており、彼に対して「まだローンが30年残ってるから無理はやめてください」と釘を刺した。
アックスナイト&メイスナイト
常に二人で行動しており、トライデントナイトとは対照的に弱者を虐げることに快感を見出している横柄かつ陰険な性格の乱暴者コンビだが、その分頭も悪く調子に乗って悲惨な目に遭うことも多い。
4話ではメイスナイトと共にバーニンレオの弟妹からキャンディを奪うが、カービィとバーニンレオの連携により敗退する。6話ではリックを捕まえていたが、プリンマウンテンの登山に失敗して転がってきたカービィに倒される。

### サブキャラクター
ワドルディ
バイオスパーク
ナックルジョー
バグジー
ワドルドゥ
ボンカース
バーニンレオ
熱血的な性格だが、記憶力が低い長男と2人の弟妹からなる3人きょうだい。毎日食糧難に悩まされるほどの貧乏な生活を送っており、プププランド中に食べ物がなくなってしまったことを知らなかった。長男はカービィを捕まえれば食べ物を与えるという手配書を見て弟たちのためにお尋ね者となったカービィを捕らえようとするが、逆に返り討ちにされたうえでヘルパーにされるがカービィが弟妹にキャンディーをあげたことで和解。その後、キャンディーを奪ったアックスナイトとメイスナイトをカービィと協力して撃退した（しかしその際誤ってカービィを攻撃してしまい、喧嘩の末に能力帽子にされて焚き火代わりにされた）。
なお、家が貧しく兄妹がいるという設定はタイジャンが手がけたアンソロジー作品に受け継がれている。
ウィリー
カービィーの仲間で、ゲーム同様カービィが乗ることでウィリーライダーになる。
グランク
海に出ようとするカービィたちに「巨大な化け物（ファッティーホエール）が出るからやめたほうがいい」と警告するが、カービィから迷信だと一蹴され聞き入れてもらえなかった。
なお、ゲームと違い触手が海藻のような形になっている。
ファッティホエール
居眠りしていたカービィとウィリーを飲み込むが、シミラの助力により脱出される。
シミラ
どこからどもなくカービィの前に現れ、変な薬を作ってカービィに助力する（逆にカービィを危機に追い込む場合もある）。その正体はデデデ大王の直属の部下（本人曰く「精鋭よりぬきスーパーコマンドー」）。
12話にてデデデ城の勝手口から侵入したカービィを待ち伏せするが、誤って毒薬を味見してしまいカービィにヘルパーになることを条件に助けられる（その際彼をコピーしたカービィも毒が伝染してしまった）。しかし本人はヘルパーになる気はさらさらなく解毒剤に笑い茸を混ぜてカービィを笑い死にさせようと目論むが、それに怒ったカービィによって口移しされ、狂ったように笑いながら去っていった。
スカーフィ
プリンランドに多数生息しており、ゲーム同様吸い込まれることを嫌い、吸い込もうとすると怒って襲い掛かってくる（ただし、ゲームと違って一つ目にはならない）。
なお、作中では「スカーフィー」と表記されている。
スカーフィ姫
プリンランドの王女。5話でお忍びでバカンスをしていたところを波に流されてしまった拍子にファッティホエールに飲み込まれていた際、同じく飲み込まれたカービィたちと出会う。
ファッティホエールの体内から脱出した後、7話にてカービィと再会し、自身の城へと案内した（その際カービィは前話のプリンマウンテンを食べて激太りしていたため、彼女によってダイエットの一環として馬車を引かされる羽目に遭った）。
スカーフィ王
プリンランドの国王。他のスカーフィと違い、吸い込まれても怒らない（その代わり兵士が怒る）。
スカフィンクス
スカーフィを模した自我を持った石像で、プリンランドの城の城門に防衛システムとして設置されている。
イライール
空腹に耐えかねてプリンマウンテンを一齧りして肥大化して動けなくなっていた。
クラッコ
2人目の仲間を探しているカービィたちを襲撃する。リックを人質にしたり、雲に隠れて不意打ちするなど、勝利のためならば手段を選ばない卑劣漢。
地上では落雷や強風を用いてカービィたちを苦しめ、カービィがクーの力を借りるとリックを人質にする形でカービィとクーを上空へと誘き出し、雲からの不意打ちや強力なビームを用いて二人を苦戦させるが、最後はカービィによって（半ばクーを犠牲にする形で）倒された。
ゲームと違い、全身のトゲがない。
スイートスタッフ
岩を容易く噛み砕く強靭な牙を持っており、「海のクラッシャー」と呼ばれている。地上人を見下し嫌悪しており、プププランド中の大地を全て破壊して海だけの世界にするという野望を抱いている。同じ魚であるカインを兄弟と呼び親近感を抱いている。
デデデ城に近づくカービィたちに備えて城の周りに堀を作るため、デデデ大王によって呼び覚まされた。しかし本人は上記の考えから彼らに従う気はなく、デデデの命令を伝えに来たアックスナイトたちを倒した後、大地を全て齧り尽くそうと行動を開始する。その最中カービィたちと出会い、カインに対して友好的なな態度で接しようとするが、水嫌いな彼に自身の考えを否定され怒って襲い掛かろうとするが、噛みつこうとしたところで顎が外れカービィたちによって口を塞がれる。最後はもう大地を破壊しないことを約束され改心した。
ポピーブロスJr.&ポピーブロスSr.
「ダイナマイト兄弟」と称される双子の兄弟。Jr.は原作同様爆弾を用いてデデデ城へと向かうカービィたちの前に立ち塞がるが、自身が仕掛けた地雷地帯に嵌まり自滅。その後に登場したSr.はコンピュータで設定された標的を追撃する機能が搭載された追尾式爆弾・爆弾28号を用いてカービィを追い詰めるが、逆にカービィが自身にしがみ付かれ、28号から逃げ回るうちに誤って地雷地帯に足を踏み入れてしまい、弟と同じ運命を辿った。
メタナイト
デデデ大王の部下だが、非常にプライドが高く傲慢な性格をした自信家で、デデデの部下たちを「無能」と見下し嘲っている。また、目の前の部下を見境なく攻撃したりデデデに夜逃げの準備を促しつつも密かにデデデ城を占拠しようと目論むなど彼らに対する忠誠心や信頼は一切抱いていない。このような性格や行動からデデデからは完全に嫌われており、トライデントナイトから彼の失踪を聞くと「（自身の言うことを聞かないから）いなくなって清々した」と大いに喜ばれていたが、裏切られると刃向かう。また、仮面好きでもあり、その執着ぶりは迎撃対象である肝心のカービィに気づかないほど。
13話でカービィを食糧庫へ案内する際、デデデが自身を見限って始末しようと企んでいたことを知り、彼に敵対し激闘の末倒された。その後はカービィとの再開と対決を楽しみにしていた。
第2部では24話終盤でスターロッドを全て集めたカービィ達の前に現れ、その内の6本を強奪し同時にノディをも連れ去ってしまう。続く25話で自分を追いかけてきたカービィ達に対しスターロッド1本ずつを賭けて勝負を挑む。最終的にカービィ達に敗北するが、彼らの実力を認め、夢の泉へと向かうカービィ達を見送った。
ナイトメア
夢の中に現れる悪夢。ゲームと違い、夢の泉に封印されていたが、カービィに倒されたデデデ大王に悪夢を見せて洗脳し、スターロッドを盗ませたことにより現実世界から姿を現す。自身の悪夢に屈した相手を配下として操るなど強大な力を有する。
夢の中で悪夢を用いてカービィを苦しめるがノディによって目を覚まされ撤退する。その後はデデデが部下を介してスターロッドを住人に預けたことでスターロッドを媒介に各地で暗躍するが悉くスターロッドを取り返され、26話にてスターロッドを夢の泉に戻そうとするカービィたちの許に立ち塞がり、カービィと最後の激闘を繰り広げるが、スターロッドの力を借りたカービィによって倒された。
タックファミリー
タックで構成された盗賊集団。カービィたちからスターロッドを奪うべく人質としてノディを攫うが返り討ちに遭う。その内一体はカービィたちの旅に同行した。
長老
ファミリーの長を務める高齢のタック。話が途中で途切れると同じ話を繰り返す悪癖がある。一方、タックの腕時計を瞬時に盗み、ノディの帽子の中に隠すなど盗賊としての腕前は衰えていない。一度夢の中で夢の泉に赴いたことがあり、スターロッドのことを何か知っている模様。その後、ファミリーから離脱するタックに対し「一人前の盗賊になるまで帰ってこないこと」を条件にカービィたちのスターロッド奪還の旅の同行を許可した。
ウィスピーウッズ
ダジャレ好きな森の主。デデデ大王から預かったスターロッドを探すカービィたちを迎え撃つが、同じダジャレ好きのカービィと意気投合し、スターロッドを賭けたダジャレ勝負を申し込んだ。
しかし、本人は眠らない体質のため、スターロッドもクリスマスツリーの飾りとしか見ていなかった。
キャピィ
ウィスピーウッズの部下。ノディにスターロッドの在り処を教えるよう恫喝され、ウィスピーにカービィたちがスターロッドを狙っていることを報告する。その後ノディに偶然出くわし自身を脅した仕返しに眠り粉を浴びせようとするが、浴びせる前に寝ていたため、彼を嘲笑した上で殴りつけるが起床したノディに半殺しにされた。
スターマン
自称「正義の味方」。タックに唆され、カービィたちからスターロッドを盗もうとする。
ヌラフ&ネリー
デデデの部下からスターロッドを預かっていた。子供のネリーは親であるヌラフすら手を焼くやんちゃな暴れん坊で、スターロッドを渡す条件として彼の遊び相手になってほしいと求める。
ラブリー
花畑をバードンに荒らされることに困っており、カービィたちにスターロッドの在り処を教える条件としてバードンを追い払うことを頼む。バードンの一件後、約束通りカービィ達にスターロッドを持っているアイスドラゴンの情報を教えた。
バードン
デデデの部下からスターロッドを預かっており、それを媒介にしたナイトメアの洗脳を受け、ラブリーの花畑を荒らしていたが、カービィたちによって懲らしめられる。
アイスドラゴン
北の国に暮らしており、デデデの部下からスターロッドを預かっていた。自身が寝小便をした布団を見てカービィに大笑いされたことに激怒し、ノディを氷詰めにしカービィに襲い掛かるが返り討ちにあう。その後、カービィの寝小便の件の謝罪を受けた後、自身も怒って襲い掛かったお詫びとしてスターロッドを渡した。
ワイユー
デデデの部下からスターロッドを預かっていた塔の中ボスで、変装の名人。スターロッドを取り返そうとするカービィたちに、追いかけっこをしないかと提案を持ちかける。勝負に負けた後は約束通りカービィたちにスターロッドを渡した。
Mr.ブライト
ナイトメアに操られたMr.シャインを元に戻すためカービィたちに助けを求める。
Mr.シャイン
Mr.ブライトの相棒。スターロッドを預かっていたことでナイトメアに操られ、自身を元に戻そうと説得を試みるブライトとカービィに襲い掛かりノディを地上に落とすが、カービィたちの活躍により正気に戻る。
ケケ
怪しげな術を使う魔女が住むという噂がある森に住む。森の中でMr.シャインの攻撃により落ちてきたノディとノディを追う最中に大怪我をしたカービィを手当てした。

## 用語
スターダスト高原
第1話でデデデ大王がカービィと決闘するために待っていた高原。
スタコラサッサ高原
第1話でカービィがデデデから送られた「スターダスト高原で決闘をする」という内容の矢文を持参しなかったため、記憶が曖昧だったことで誤って向かってしまった高原（そのため、デデデはそのことを知らずスターダスト高原で一人待呆けする羽目にあった）。
プリンマウンテン
第6話に登場する山。
その名の通り、山全体がプリンでできており、斜面が滑りやすく（リックならスイスイと登れる）一齧りするだけで肥満化し動けなくなる（カービィの場合は重くなっただけで移動に支障はなかった〈これに関してイライール曰く「相当な大食い」とのこと〉）。山を越えた先にはにはプリンランドが存在する。
プリンランド
第7話に登場する、プリンマウンテンを越えた先にあるスカーフィたちが暮らす国。
夢の泉
第14話にて登場したプププランドの夢の中に存在する泉。ゲームと違い、本作ではナイトメアが封じられているという設定となっており、ナイトメアはデデデ大王にスターロッドを盗ませることで自身を封印から開放させた。
スターロッド
第14話に登場した夢の泉に祀られている宝。本作では7本存在しており、ナイトメアを封じる鍵のような役目を持つと重要なキーパーソンという設定で、第2部ではナイトメアに唆されたデデデ大王がナイトメアを開封するためにスターロッドを奪ったことから物語が始まる。
物語終盤では、ナイトメアを倒す武器として使用された。

## コミックス
第1巻（初版発行日1998年3月12日 ISBN 4-8702-5672-X）まで刊行されたが、本誌の休刊に伴い、続巻が刊行されることなく発売連載が終了したため、残りの12話分が未収録となった。